# Kostolec
Kostolec (Hongaars: Kosfalu) is een Slowaakse gemeente in de regio Trenčín, en maakt deel uit van het district Považská Bystrica.
Kostolec telt 252 inwoners.